# Henri Tant
Henri Tant (Roeselare, 3 juni 1844 – Roeselare, 20 juli 1927) was een Belgisch bedrijfsleider en liberaal politicus. Hij is de grondlegger van de protestantse gemeenschap in Roeselare.

## Biografie
Henri Tants ouders hadden in het midden van de negentiende eeuw een leerlooierij en spinnerij-weverij in Roeselare. Henri werd al van jongs af opgeleid om het bedrijf over te nemen. Het bedrijf van zijn vader Amand Tant was de eerste mechanische spinnerij in de stad. Na het overlijden van zijn vader zou Henri Tant met zijn broer Lucien de rest van de familie uitkopen. In de jaren 1890 wordt zijn bedrijf een van de richtpunten van de opkomende socialistische beweging. In 1912-1913 is het bedrijf een van de textielfabrieken die de deuren sluit tijdens de lock-out om de staking van een grote groep textielarbeiders te doen breken.
Henri Tant is in Roeselare vooral bekend door zijn stichting van de protestantse gemeenschap in de stad. De familie Tant had het niet echt hoog op met de almachtige katholieke kerk in de stad. Toen vader Amand Tant zelfmoord pleegde, werd hem een begrafenis geweigerd. Pas na lang bemiddelen kon de begrafenis doorgaan, maar de familie Tant en vooral Henri Tant, zou definitief met de Kerk breken. In 1874 overleed Léonie Tant, de zuster van Henri. Haar begrafenis was de eerste burgerlijke begrafenis in West-Vlaanderen en zorgde voor een waar schandaal in de katholieke stad. 
De hele heisa zorgt ervoor dat Henri Tant besluit zich tot het protestantisme te bekeren. Zijn dochter Henriette is in 1876 de eerste Roeselarenaar die als protestant gedoopt wordt. Dat jaar nog wordt de protestantse gemeenschap in de stad opgericht. Tant is dan ook al actief in de vrijmetselaarsloges. Hij besluit om het protestantisme in de katholieke stad een duwtje in de rug te geven door voor zijn bedrijf Nederlanders en arbeiders uit de protestantse gemeenschap van Horebeke aan te trekken. Al snel zijn er meer dan 100 protestanten in de stad te vinden. Er komt een eigen kerk met predikant en zondagsschool. Al snel besluit Tant om een protestantse school te financieren. In 1905 wordt uiteindelijk een ‘wereldlijke school voor jongens’ opgericht. Deze krijgt de naam H. Tant-Roels mee als eerbetoon aan de stichter. Dit is het eerste rijksonderwijs ter voorbereiding van het middelbaar onderwijs in de stad.
Henri Tant is als liberaal ook medestichter van het lokale Willemsfonds in 1876. Hij zal zelf nooit overtuigd protestant worden. Wanneer hij overlijdt, wordt hij burgerlijk begraven zonder enige plechtigheid.

## Bron
- Guy LIAGRE en Dirk VAN WAGENINGEN. 'Henri Tant en het protestants antiklerikalisme in de geschiedenis van Roeselare'. Brussel, 1999.